# Álvaro Montero Mejía
Álvaro Eduardo Montero Mejía (San José, 19 de diciembre de 1940) es un político, abogado, escritor, economista, politólogo y productor de televisión de Costa Rica.

## Biografía
Abogado de la Universidad de Costa Rica, tiene un doctorado en Economía Política y Ciencias Políticas de la Universidad de París así como Estudios Superiores y Aprobación de Memoria de Tercer Ciclo en Derecho de la Cooperación Internacional en la Universidad de Burdeos. Es "Premio Nacional "Joaquín García Monge" a la comunicación cultural". Así mismo, fue durante más de 20 años profesor en la Facultad de Economía de la Universidad de Costa Rica. También fundó en 1959 el Centro de Estudios "Veritas Sine Timore". Ya en esa época, se incorporó al primer partido de izquierda, el Partido Acción Democrática Popular, que participaría en las elecciones nacionales, desde la proscripción del Partido Comunista inmediatamente después de la Guerra Civil encabezada por José Figueres en 1949. Acción Democrática Popular fue fundado por Enrique Obregón Valverde. En ese partido fungió en calidad de candidato a la Vicepresidencia, el destacado escritor Vicente Sáenz Rojas.
Miembro fundador del Partido Socialista Costarricense, que participó en las elecciones generales de 1974 llevando como candidato a José Francisco Aguilar Bulgarelli. En 1978 dicho partido pasaría a formar parte de la coalición de izquierda Pueblo Unido, junto a Vanguardia Popular y el Partido de los Trabajadores. Se acogería la candidatura presidencial del Dr. Rodrigo Gutiérrez Sáenz. Luego, en 1982 Gutiérrez volvería ser candidato de la misma coalición, y Montero sería candidato a diputado.
No fue elegido, pero sí lo fue Eduardo Mora Valverde, quien renunció y Montero  Mejía accedió a la curul en 1983. Para 1986, Montero fue elegido como candidato presidencial de Pueblo Unido. Gutiérrez,  participa en otra coalición con Vanguardia Popular, lo que conformaría la coalición que se llamó Alianza Popular, mediante la cual Gutiérrez volvió a ser candidato. Pueblo Unido eligió un diputado para 1986-1990 el ex sacerdote y escritor Javier Solís. Ya para 1990 se disolvería esa Coalición y de momento Montero se alejaría de la política electoral y se dedicaría a producir su espacio televisivo semanal  Diagnóstico, en Canal 13, con opinión y entrevistas. El programa sería bastante popular  y permaneció en el aire durante 17 años. Pero a pesar de su importante audiencia y la calidad de sus invitados, fue cerrado según Montero por razones políticas.[cita requerida]
Montero Mejía fue uno de los principales promotores y organizadores del movimiento social opuesto al Tratado de Libre Comercio con los Estados Unidos. Vuelve en 2006 como candidato presidencial y candidato a diputado por el Partido Rescate Nacional. El Tribunal Supremo de Elecciones sorpresivamente anula todas las candidaturas el partido incluyendo las legislativas y las dos vicepresidencias argumentando irregularidades en la inscripción, por lo que por primera vez en la historia de Costa Rica un Partido a escala Nacional aparece con solo un candidato a Presidente y ni solo candidato más en otros puestos de elección popular. En 2010 sería candidato a diputado y a vicepresidente por el Partido Integración Nacional, invitado por el Dr. Walter Muñoz Céspedes. Pasadas las elecciones presidenciales del 2010, se alejaría del PIN a fin de reemprender sus labores como escritor. En el año 2012 encabezó la fundación del Partido Patria Nueva, del que es Presidente.